# Monte Ferra
Il monte Ferra (3094 m) è una montagna delle Alpi Cozie, che si erge in territorio italiano nell'alta valle Varaita, in provincia di Cuneo, tra i comuni di Bellino e Pontechianale.

## Caratteristiche

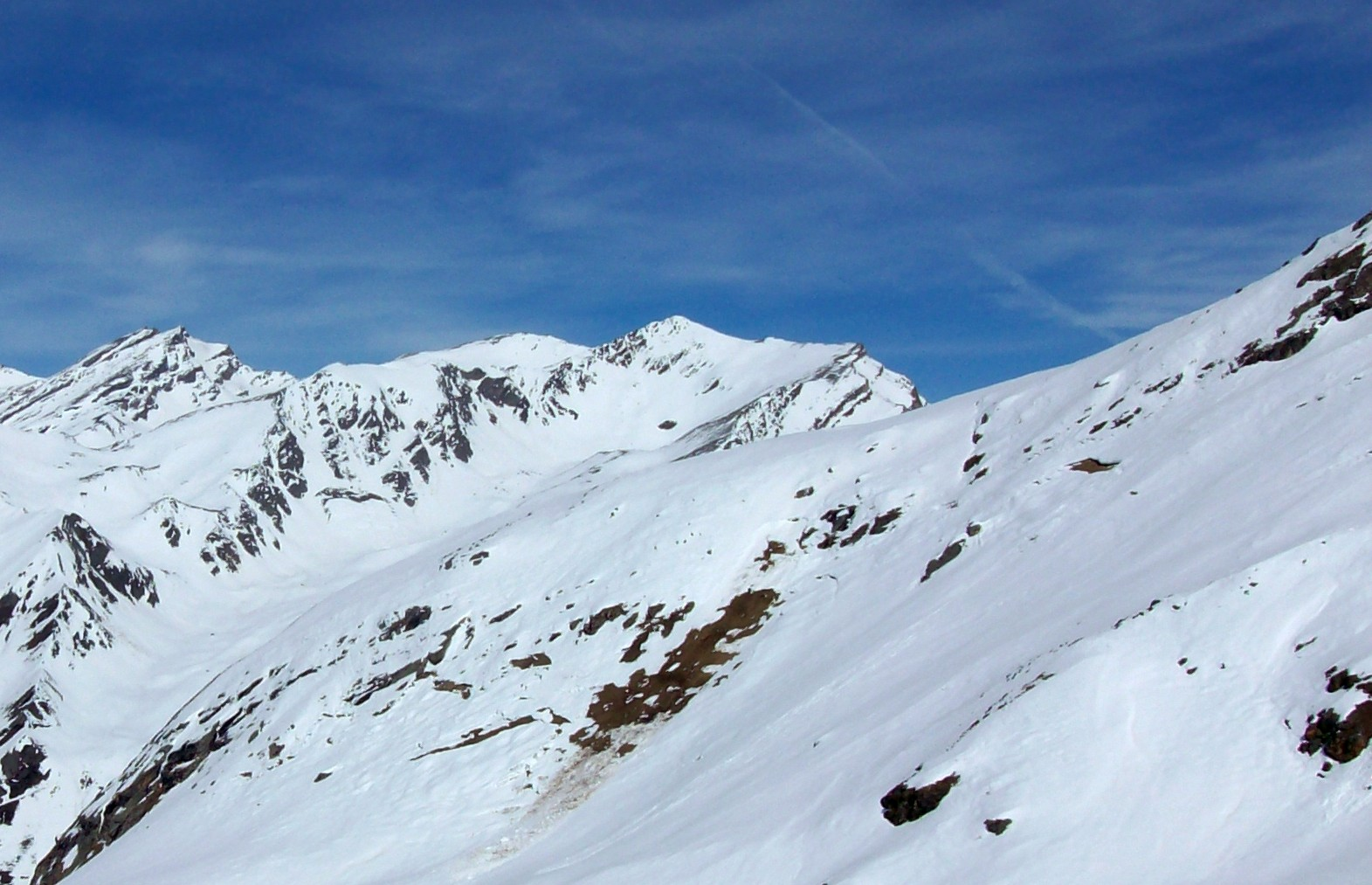
Il versante meridionale del monte Ferra in inverno, visto dal pian di Traversagn

Si trova sulla dorsale che separa il vallone di Fiutrusa a nord dalla valle Varaita di Bellino a sud. Questa dorsale si distacca dallo spartiacque alpino principale in corrispondenza del monte Salza, e scende verso sud-sud-est fino al passo di Fiutrusa (2858 m); da qui risale in direzione sud-est fino alla punta di Fiutrusa (3068 m). Da questo punto, compie un arco con la concavità a sud-ovest, che prima si dirige circa verso est fino alla quota 3048, poi verso sud-est e sud-sud-est fino alla vetta del monte Ferra. Da qui la dorsale compie un secondo arco analogo, che la porta con andamento prima est poi sud-est alla quota 2992, da dove si raddrizza e procede con andamento est-nord-est verso il colle del Bondormir (2651 m) e la quota 2753, dove piega a sud-est per raggiungere il monte Pietralunga.
Da questa dorsale diramano tre dorsali laterali, tutte con direzione circa NE-SO. La prima si distacca dalla punta di Fiutrusa, e scende nel vallone di Rui separandone la parte superiore dalla valle sospesa del Vallonetto; la seconda scende dal monte Ferra verso il monte la Vigna (2935 m) ed il monte la Pertia (2820 m), e separa il Vallonetto dalla Cialancia, un altro vallone sospeso dove si trova il lago Reisassa, il cui emissario, il rio Reisassa, scende nell'alta valle di Bellino poco a valle della frazione Sant'Anna. La terza dorsale, denominata Roccia Ferra, scende dalla quota 2992 con andamento più verso sud-sud-ovest, separando la Cialancia dalla comba di Rocca Ferra, chiusa in testata dal colle del Bondormir.
I due versanti principali della montagna hanno un aspetto molto differente. Il versante nord precipita sul vallone di Fiutrusa con pareti rocciose scoscese e dirupate, ben visibili da Pontechianale, mentre a sud si trovano pendii detritici abbastanza uniformi.
Dal punto di vista geologico, la montagna appartiene al Permo-Carbonifero di Sampeyre, ed è composta essenzialmente di quarziti conglomeratiche intercalate a micascisti (verrucano alpino) e da scisti sericitici, entrambe formazioni risalenti al Permiano. La zona è interessata da alcune faglie con andamento generale nord-sud, con traccia leggermente concava verso ovest; ad est della più orientale di queste faglie, verso il colle del Bondormir e sotto le pareti del vallone di Fiutrusa, affiorano i calcescisti ofiolitiferi Giurassico-cretacei del complesso delle pietre verdi di Gastaldi.

## Ascensione alla vetta
La via normale si sviluppa sul versante meridionale, dove il pendio omogeneo permette un accesso relativamente facile. Il percorso tipico si sviluppa dal vallone del rio Reisassa e la Cialancia; partendo da Sant'Anna di Bellino, si segue dapprima il sentiero U65, poi un sentiero non numerato che conduce al lago Reisassa, ai piedi della vetta. Si risale il pendio detritico con percorso libero, incontrando ad un certo punto una traccia di sentiero che conduce sino alla vetta. Il percorso è di tipo escursionistico, con difficoltà valutata in EE.
Lo stesso percorso si può effettuare in inverno con le ciaspole o con gli sci.

### Vie alpinistiche
Il monte Ferra presenta alcune interessanti vie alpinistiche, in particolare in inverno, quando è possibile praticare l'arrampicata su ghiaccio. Una di queste vie è il couloir ad Y sul contrafforte NE, raggiungibile risalendo il vallone di Fiutrusa da Pontechianale; è una classica salita su ghiaccio, con grado di difficoltà valutato in D. Una vera e propria cascata di ghiaccio è invece la goulotte Grassi-Tessera, raggiungibile risalendo da Sant'Anna di Bellino al colle del Bondormir. Si tratta di una colata di ghiaccio di 6 lunghezze di corda, con lunghi tratti a 80° ed un tratto verticale nel primo tiro, salita per la prima volta da Gian Carlo Grassi.